# جیانلوکا دی آنجلیس (بازیکن فوتبال، زاده ۱۹۸۱)
جیانلوکا دی آنجلیس (انگلیسی: Gianluca De Angelis؛ زادهٔ ۲۳ مهٔ ۱۹۸۱) بازیکن فوتبال اهل ایتالیا است.
از باشگاه‌هایی که در آن بازی کرده‌است می‌توان به باشگاه فوتبال هلاس ورونا، باشگاه فوتبال کوزنتسا کالچو، باشگاه فوتبال پارما، باشگاه فوتبال بنونتو، باشگاه فوتبال یووه استابیا، و باشگاه فوتبال آولینو اشاره کرد.
وی همچنین در تیم‌های ملی فوتبال زیر ۱۶ سال ایتالیا، زیر ۱۷ سال ایتالیا، و زیر ۲۰ سال ایتالیا بازی کرده‌است.